# Diplazium chimboanum
Diplazium chimboanum är en majbräkenväxtart som först beskrevs av Luis Sodiro och som fick sitt nu gällande namn av Carl Frederik Albert Christensen.
Diplazium chimboanum ingår i släktet Diplazium och familjen Athyriaceae. Inga underarter finns listade i Catalogue of Life.